# Palingenia longicauda
Palingenia longicauda je vodna žuželka iz reda enodnevnic. Od glave do repa je dolga 12 cm.
Za razliko od večine enodnevnic odrasla P. longicauda nikoli ne zapusti vode; njen cerk je v neprestanem stiku s površino vode. To omogočajo počasi tekoči vodotoki in odsotnost rib, ki se prehranjujejo s površinskimi žuželkami. Prisotnost P. longicauda je pokazatelj čiste neonesnažene vode. Danes so te žuželke izumrle v večini evropskih držav, najdemo pa jo lahko še v Srbiji in na Madžarskem na reki Tisa, kot tudi v Romuniji na reki Prut in v spodnjem porečju Donave. V Srbiji je strogo zaščitena, zaščitena pa je tudi na mednarodnem nivoju z Bernsko konvencijo.